# Them
"Them" ("Њих") је трећи по реду студијски албум данског хеви метал бенда Кинг Дајмонд издат 1988. године под окриљем издавачке куће Roadrunner Records. Албум је снимљен у M.M.C. студију у Копенхагену. Главни продуцент албума је Кинг Дајмонд, а удела су имали и његови сарадници, Роберто Фалкао и Енди Ла Рок. Ово је први од два албума о измишљеној причи о Кингу и његовој ментално болесној баби. Други албум је Conspiracy. Кинг наслеђује лудило, пре свега од његове бабе, па затим кроз гласове у Амоновој кући, који су слушаоцу познати само под називом "Them". Песма Welcome Home као и текст песме Invisible Guests појављују се у филму Clerks II.

## Прича
Млади Кинг и његова мајка и сестра дочекују Кингову бабу из болнице за ментално оболеле. Те ноћи Кинг истражује чудне гласове и налази старицу како сама пије чај, са шољицама и чајником који плутају у ваздуху. Другом приликом, старица је дигла Кинга из кревета и рекла му да ће му испричати причу о Амону уз шољицу чаја. Затим је пробудила Кингову мајку и сечући јој руку сипала је њену крв у чају. Гласови из куће на Кинга почињу да стварају дрогирајући ефекат. Његова сестра Миси покушава да га убеди да би требало да помогну њиховој мајци, која је без свести под контролом гласова, али он се не одазива због нарушеног стања свести и одбија да помогне. Миси, бесна због стања своје мајке, разбија чајник, због чега су је Они секиром исекли на комаде, а њене делове бацили у пламен из камина. Кинг се потом одупрео чинима које су га спопале, и полако почео да сакупља у глави слике догађаја који су се збили. Након несвестице и освешћивања одлучио је да нападне старицу, а видевши да Њихова моћ јењава изван куће, намамио је старицу да изађе напоље где ју је убио. Гласови настављају да гоне дечака у току полицијске истраге и заточеништва. Годинама касније, он је ослобођен, враћа се кући да пронађе старицу а гласови Амона и даље га гоне.

## Листа Песама
1. - 	King Diamond	1:44
2. - 	King Diamond	4:36
3. - 	King Diamond	5:04
4. - 	King Diamond	5:15
5. - 	King Diamond, Andy LaRocque	4:02
6. - 	King Diamond	5:08
7. - 	King Diamond, Andy LaRocque	4:08
8. - 	King Diamond	4:21
9. - (Instrumental)	King Diamond, Andy LaRocque	1:56
10. - 	King Diamond	4:10
11. - 	King Diamond	1:11

### Прерађене бонус песме
1. - 	King Diamond	1:39
2. - 	King Diamond	5:19
3. - 	King Diamond	4:51

## Постава бенда
- Кинг Дајмонд - вокал
- Енди Ла Рок - гитара
- Пит Блек - гитара
- Хал Патино - бас гитара
- Мики Ди - бубњеви